# Peter Wohlleben
Peter Wohlleben (Bona, 1964) é um engenheiro florestal e divulgador científico alemão, conhecido por suas obras populares sobre temas ecológicos. Bacharel em Engenharia Florestal em Rotemburgo, começou a trabalhar como guarda florestal do governo da Renânia-Palatinado em 1987. À medida que trabalhava com as florestas que supervisionava, ele ficou desencantado com os danos causados ??pelas técnicas e tecnologias empregadas, incluindo o corte de árvores maduras e o uso de inseticidas.
Em seu livro de 2015 sobre florestas naturais, Das geheime Leben der Bäume: Was sie fühlen, wie sie kommunizieren – die Entdeckung einer verborgenen Welt, ele escreve segundo a perspectiva das árvores, inspirado num trabalho de Jacques-Yves Cousteau, em que falava segundo a visão dos oceanos. Entre outros fenômenos, este livro apresenta para um público popular a "Wood World Web", por meio da qual símbolos são trocados entre as árvores.
Professionalmente, Wohlleben administra uma floresta de faias no município de Hümmel, na Alemanha.